# Sandra Auffarth
Sandra Auffarth (Delmenhorst, 27 de diciembre de 1986) es una jinete alemana que compite en la modalidad de concurso completo.
Participó en tres Juegos Olímpicos de Verano, obteniendo en total tres medallas: dos en Londres 2012, oro en la prueba por equipo (junto con Peter Thomsen, Dirk Schrade, Michael Jung e Ingrid Klimke) y bronce en individual, y plata en Río de Janeiro 2016, por equipos (con Julia Krajewski, Ingrid Klimke y Michael Jung), y el cuarto lugar en Tokio 2020 (por equipos).
Ganó tres medallas de oro en el Campeonato Mundial de Concurso Completo, en los años 2014 y 2022, y seis medallas en el Campeonato Europeo de Concurso Completo entre los años 2011 y 2023.

## Palmarés internacional
| Juegos Olímpicos   | Juegos Olímpicos            | Juegos Olímpicos  | Juegos Olímpicos |
| Año                | Lugar                       | Medalla           | Categoría        |
| ------------------ | --------------------------- | ----------------- | ---------------- |
| 2012               | Londres (Reino Unido)       | Medalla de oro    | Por equipos      |
| 2012               | Londres (Reino Unido)       | Medalla de bronce | Individual       |
| 2016               | Río de Janeiro (Brasil)     | Medalla de plata  | Por equipos      |
| Campeonato Mundial |                             |                   |                  |
| Año                | Lugar                       | Medalla           | Categoría        |
| 2014               | Caen (Francia)              | Medalla de oro    | Individual       |
| 2014               | Caen (Francia)              | Medalla de oro    | Por equipos      |
| 2022               | Pratoni del Vivaro (Italia) | Medalla de oro    | Por equipos      |
| Campeonato Europeo |                             |                   |                  |
| Año                | Lugar                       | Medalla           | Categoría        |
| 2011               | Luhmühlen (Alemania)        | Medalla de oro    | Por equipos      |
| 2011               | Luhmühlen (Alemania)        | Medalla de plata  | Individual       |
| 2015               | Blair (Reino Unido)         | Medalla de oro    | Por equipos      |
| 2015               | Blair (Reino Unido)         | Medalla de plata  | Individual       |
| 2023               | Le Pin-au-Haras (Francia)   | Medalla de plata  | Por equipos      |
| 2023               | Le Pin-au-Haras (Francia)   | Medalla de bronce | Individual       |